# كاسبرسكي إنترنت سكيوريتي
كاسبرسكي إنترنت سكيورتي (بالإنجليزية: Kaspersky Internet Security)‏ هي حزمة أمن إنترنت من إنتاج الشركة الروسية كاسبرسكي لاب، صمم للعمل على الأجهزة التي تستخدم مايكروسوفت ويندوز.
برنامج كاسبرسكي إنترنت سكيورتي يمكنه اكتشاف وحذف العديد من أنواع البرمجيات الخبيثة، كما أنه يوفر الحماية ضد هجمات القراصنة ويحتوي أيضا على أنتي سبام.
هذا البرنامج يعتبر من أقوى برامج حماية الحواسيب. وهو موقع من قبل شركة مايكروسوفت ليستخدم على نظام وندوز.

## خصائص البرنامج
كاسبرسكاي إنترنت سكيورتي يحتوي على نفس إمكانيات برنامج كاسبرسكاي أنتي فيرس التي تتلخص في اكتشاف وإزالة الفيروسات وال trojans وديدان الحاسوب (worms) وبرامج التجسس وغيرها.
بالإضافة إلى بعض الإمكانيات الأخرى الخاصة بحزمة الإنترنت سكيورتي وهي :
- جدار ناري
- حماية من هجمات الشبكة Network Attacks
- مانع الصور والارتباطات الدعائية
- نظام التحكم الأبوي (parental control)
- أنتي سبام
- حماية صد الفيشنج (Phishing) وهي محاولات السرقة غير الشرعية لكلمات المرور وغيرها من المعلومات الهامة.

كما تحتوي الحزمة على نظام تحديث آلي لكي يصبح البرنامج قادر علي التعرف على الفيروسات الجديدة دائما وكذلك يستطيع كاسبرسكاي إنترنت سكيورتي أن يقوم بحماية نفسه من الإغلاق أو التعديل غير الشرعي (الذي لا يتم بواسطة المستخدم).

## القيود
مثل برنامج مضاد الفيروسات كاسبرسكاي أنتي فيرس فإن برنامج كاسبرسكاي أنترنت للحماية يتسبب في بعض المشاكل مع بعض برامج الحماية الأخرى. يمكن الوصول لقائمة البرامج غير المتوافقة مع كاسبرسكاي إنترنت للحماية من هنا 

## متطلبات التشغيل
| نظام التشغيل                                                                        | متطلبات الجهاز                                                                                   |
| ----------------------------------------------------------------------------------- | ------------------------------------------------------------------------------------------------ |
| ويندوز 2000 (الحزمة الخدمية 4) ويندوز إكس بي (الحزمة الخدمية 2) ويندوز إكس بي 64 بت | معالج إنتل 300 ميجاهرتز أو أعلى رام 128 ميجابايت أو أعلى مساحة تخزين على القرص الصلب 50 ميجابايت |
| ويندوز فيستا (32 بت، 64 بت)                                                         | معالج إنتل 800 ميجاهرتز أو أعلى رام 512 ميجابايت أو أعلى مساحة تخزين على القرص الصلب 50 ميجابايت |

كما يجب توافر مشغل أقراص مدمجة أو مشغل دي في دي ووجود إنترنت إكسبلورر 5.5 أو أعلى.

## وصلات خارجية ومصادر
- موقع البرنامج